# گایژین انترتینمنت
گایژین اینترتینمنت (انگلیسی: Gaijin Entertainment) شرکت بازی ویدئویی مجارستانی است، که در سال ۲۰۰۲ تأسیس شد.

## بازی ها
| بازی                      | توسعه دهنده | سال انتشار | توضیحات | سکوها |
| ------------------------- | ----------- | ---------- | --- | --- |
| بومر: سوروانیه باشنی      | گایژین      | 2003       | بازی بر اساس فیلم بومر (۲۰۰۳) | ویندوز |
| آدرنالین                  | گایژین      | ۲۰۰۵       | "آدرنالین یک بازی است که با موفقیت ژانرهای مسابقه هیجان انگیز پمپاژ آدرنالین و یک شبیه ساز مدیریت اقتصادی را با هم ترکیب می کند." | ویندوز |
| تیغه های ایکس             | گایژین      | ۲۰۰۹       | بازی فانتزی. | ویندوز، پلی‌استیشن ۳، ایکس‌باکس ۳۶۰                                                                                  |
| استورموویک: پرندگان شکاری | گایژین      | ۲۰۰۹       | شبیه ساز پرواز جنگی جنگ جهانی دوم                                                                                                 | ویندوز، پلی‌استیشن ۳، ایکس‌باکس ۳۶۰                                                                                  |
| آنارشی: ساعت شلوغی        | گایژین      | ۲۰۱۰       | بازی مسابقه ای آرکید. | پلی‌استیشن ۳ |
| تضاد مدرن                 | گایژین      | ۲۰۱۰       | بازی استراتژی موبایل. | آی‌اواس, اندروید |
| آپاچی: حمله هوایی         | گایژین      | ۲۰۱۰       | بازی شبیه سازی پرواز رزمی بر اساس هلیکوپتر تهاجمی آپاچی.                                                                          | ویندوز، پلی‌استیشن ۳، ایکس‌باکس ۳۶۰                                                                                  |
| شجاع دل                   | گایژین      | ۲۰۱۰       | بازی اکشن نقش آفرینی. آی‌او‌اس | |
| تیغه های زمان             | گایژین      | ۲۰۱۲       | | ویندوز، مک‌اواس، پلی‌استیشن ۳، ایکس‌باکس ۳۶۰، نینتندو سوئیچ                                                           |
| پرندگان فولادی            | گایژین      | ۲۰۱۲       | شبیه ساز پرواز جنگی جنگ جهانی دوم.                                                                                                | پلی‌استیشن ۳، ایکس‌باکس ۳۶۰                                                                                          |
| درگیری ستارگان            | اِستار جِم    | ۲۰۱۲       | شبیه ساز پرواز فضایی. | ویندوز، مک‌اواس، لینوکس، سیستم‌عامل استیم                                                                            |
| جنگ رعد                   | گایژین      | ۲۰۱۳       | شبیه ساز وسایل نقلیه هوایی، زمینی و دریایی قرن ۲۰ و ۲۱.                                                                           | ویندوز، مک‌اواس، لینوکس، پلی‌استیشن ۴، ایکس‌باکس وان ، انویدیا شیلد(متوقف شد)، پلی‌استیشن ۵، ایکس‌باکس سری اکس و سری اس |
| چتربازی                   | گایژین      | ۲۰۱۳       | شبیه ساز چتر بازی. | پلی‌استیشن ۳، ایکس‌باکس ۳۶۰                                                                                          |
| کراس‌اوت                   | تایر گیمز   | ۲۰۱۶       | یک خودرو مبارزه در حال حاضر در نسخه بتا باز است. این به عنوان نسخه دسترسی اولیه در دسترس است.                                     | ویندوز، پلی‌استیشن ۴، ایکس‌باکس وان، پلی‌استیشن ۵، ایکس‌باکس سری اکس و سری اس                                          |
| اف.او.ای.دی               | دارک فلو    | ۲۰۱۸       | بتل رویال | ویندوز، لینوکس، پلی‌استیشن ۴، ایکس‌باکس وان، پلی‌استیشن ۵، ایکس‌باکس سری اکس و سری اس، نینتندو سوئیچ                   |
| انلیستد                   | دارک فلو    | ۲۰۲۰       | تیراندازی اول شخص جنگ جهانی دوم.                                                                                                  | ویندوز، پلی‌استیشن ۴، ایکس‌باکس وان، ایکس‌باکس سری اکس و سری اس، پلی‌استیشن ۵                                          |
| جنگ رعد (موبایل)          | گایژین      | نامعلوم    | شبیه ساز وسایل نقلیه هوایی، زمینی و دریایی قرن ۲۰ و ۲۱                                                                            | آی‌او‌اس، اندروید |